# Celina Vargas do Amaral Peixoto
Celina Vargas do Amaral Peixoto (Río de Janeiro, 24 de mayo de 1944) - tras su matrimonio, cambió su nombre por el de Celina Vargas do Amaral Peixoto Moreira Franco - es una socióloga y bibliotecaria brasileña.
En su vida académica se licenció en sociología y política por la Pontificia Universidad Católica de Río de Janeiro. Realizó cursos de maestría en el Instituto Universitario de Investigación de Río de Janeiro - IUPERJ y en el "Centre Universitaire de Vincennes" - Universidad de París; y cursos de doctorado en el "no Cycle de l'Enseignement Supérieur des Lettres et Sciences Humaines, Sorbonne, Université René Descartes y Fondation Nationale des Sciences Politiques. 
Fue profesora de sociología en la Fundación Getúlio Vargas, de la que fue directora entre 1990 y 1997.

## Biografía

### Familia y primeros años
Celina es hija única de Ernâni y Alzira Vargas do Amaral Peixoto. Nació en Río de Janeiro el 24 de mayo de 1944, cuando su abuelo, Getúlio Vargas era presidente de la república.
Se trasladó a Estados Unidos con su familia a la edad de 12 años. Regresó a la "Ciudad Maravillosa" a los 17 años, estudiando en la PUC-RJ y en el Instituto Universitario de Investigación de Río de Janeiro. Tiene tres hijos -Bento, Alice y Pedro- de su primer matrimonio, en 1969, con Moreira Franco, un influyente político fluminense.

### En la vida pública
En 1980, fue nombrada directora del Arquivo Nacional hasta 1990. Celina fue candidata a diputada federal por el entonces Partido del Frente Liberal (PFL) en 1998. Obtuvo cerca de veintitrés mil votos y no fue elegida.  En 1999, fue invitada por el gobernador Anthony Garotinho a ser asesora del Sistema Firjan y directora del Servicio Brasileño de Apoyo a las Micro y Pequeñas Empresas (Sebrae), donde permaneció hasta 2006.

### Como gestora de empresas
Celina pasó tres décadas al frente de instituciones como la Fundación Getulio Vargas (FGV), donde, en 1973, creó el Centro de Pesquisa e Documentação de História Contemporânea do Brasil (CPDOC). Fue directora de la Fundación Getúlio Vargas entre 1990 y 1997.
Como empresaria, Celina dirige actualmente su propia empresa de eventos en Río de Janeiro además de ser propietaria de la Fazenda Cafundó -que heredó de sus padres y que Getúlio visitó varias veces para descansar-, en la zona rural de la ciudad de Petrópolis, Estado de Río de Janeiro (distrito de Posse, sector llamado Brejal), donde cultiva productos orgánicos.